# Willian
Willian Borges da Silva, detto Willian (Ribeirão Pires, 9 agosto 1988), è un calciatore brasiliano, centrocampista o attaccante svincolato.

## Caratteristiche tecniche
Willian gioca come ala, ma può essere adattato anche come trequartista. è dotato di velocità, accelerazione oltre che di un'ottima tecnica che gli consente di effettuare finte, dribbling o giocate come l'elastico che lo rendono imprevedibile mettendo in difficoltà i difensori avversari. È anche un buon battitore di calci d'angolo e punizioni, oltre a disporre di una visione di gioco che gli consente di effettuare assist per i compagni.

## Carriera

### Club

#### Gli inizi, Corinthians
A partire dal 2007 entra a far parte del Corinthians, allora allenato da Nelsinho Baptista, dove eredita la maglia numero 10 da Márcio Amoroso. Il 2 agosto 2007 mette a segno la sua prima doppietta in campionato contro l'Atlético-PR.

#### Šachtar e Anži
Il 23 agosto 2007 viene acquistato dagli ucraini dello Šachtar di Donec'k per circa 15 milioni di euro e firmando un contratto quinquennale. Ben presto si ritaglia un ruolo da titolare nella squadra ucraina, con la quale vince campionato e coppa.
Il 7 novembre 2012 arriva la sua prima doppietta in Champions League nella sconfitta per 2-3 allo Stamford Bridge contro il Chelsea.
Chiude la sua esperienza in Ucraina dopo 6 anni, avendo collezionato 221 presenze e 37 reti in tutte le competizioni, e avendo vinto 11 titoli (tra cui la Coppa UEFA nella stagione 2008-2009).
Il 1º febbraio 2013 viene venduto all'Anži, società russa militante nella Prem'er-Liga, per circa 35 milioni di euro. Sceglie il numero 10 ma, per alcune restrizioni imposte dalla UEFA, deve ripiegare sull'88. Segna il suo unico gol con l'Anži il 14 aprile 2013, nella partita vinta per 3-0 contro il Volga Nizhy Novgrod.

#### Chelsea
Il 25 agosto 2013, quando sembrava prossimo il passaggio al Tottenham, il Chelsea annuncia di aver trovato un accordo con l'Anži per il trasferimento di Willian. Il 18 settembre seguente fa il suo debutto in Champions League, nella partita persa per 1-2 contro il Basilea a Stamford Bridge. Al suo debutto in Premier League il 6 ottobre 2013 realizza il primo gol in maglia Blues, nella sfida vinta 3-1 contro il Norwich City. Segna il suo secondo gol in Premier League nel 3-0 contro il Southampton il 1º gennaio 2014. Il 27 aprile 2014 segna in occasione della partita vinta 2-0 in casa del Liverpool.
Inaugura la stagione successiva andando a segno il 27 settembre 2014 nel 3-0 contro l'Aston Villa. Nel corso della stagione è decisivo in semifinale di Football League Cup con un assist da punizione per Branislav Ivanović contro il Liverpool durante i tempi supplementari. Al termine dell'annata vince la Premier League e la Football League, i suoi primi trofei con i Blues.
Nel corso delle stagioni successive riesce sempre a ritagliarsi un ruolo importante all'interno della squadra, nonostante i diversi allenatori succedutisi alla guida del Chelsea. Nell'annata 2016-2017 vince la sua seconda Premier League, mentre nei due anni successivi conquista una FA Cup (2017-2018) e una Europa League (2018-2019).
Al termine della stagione 2019-2020 comunica di voler lasciare il Chelsea, decidendo di non rinnovare il proprio contratto con il club londinese. Lascia i Blues dopo 7 anni in cui ha collezionato 339 presenze e 63 reti tra tutte le competizioni.

#### Arsenal e ritorno al Corinthians
Il 14 agosto 2020 si trasferisce all'Arsenal, con cui firma un contratto triennale. Fa il suo esordio il 12 settembre nel derby londinese contro il Fulham, servendo anche 2 assist. Realizza il suo primo gol contro il West Bromwich, segnando su punizione. Termina la propria esperienza ai Gunners con 37 presenze e una sola marcatura.
Il 30 agosto 2021 risolve il proprio contratto con i Gunners e torna in Brasile nel Corinthians. Il successivo 19 settembre fa il proprio secondo debutto con il club, avvenuto in occasione di una gara contro l'América-MG. Termina i suoi primi tre mesi al club con sole 9 presenze. Inizia la campagna 2022 debuttando contro il Ferroviária. Il 17 febbraio 2022 sigla la sua prima rete dal ritorno, in occasione di un successo casalingo contro il São Bernardo. Il 12 agosto 2022 risolve il proprio contratto con il club brasiliano.

#### Fulham, Olympiakos e ritorno al Fulham
Il 1º settembre 2022 fa ritorno in Premier League, firmando un contratto annuale con il Fulham. Il 23 ottobre mette a segno la sua prima rete con i Cottagers. in occasione di un match contro il Leeds Utd. Si ripete il 12 gennaio 2023, pareggiando momentaneamente il West London derby contro il Chelsea. Il 30 giugno 2023 conclude il contratto con i londinesi, salvo siglare un nuovo accordo il 18 luglio successivo. In due stagioni con i londinesi raccoglie 67 presenze e 10 reti complessivamente, prima di andare a scadenza di contratto al termine della stagione 2023-2024, rimanendo svincolato.
Il 2 settembre 2024 viene ingaggiato dall'Olympiacos, squadra di Souper Ligka Ellada. Dopo tre mesi dal suo arrivo, il 30 dicembre 2024 risolve il contratto con la società ellenica.
Rimasto svincolato, il 6 febbraio 2025 viene annunciato il suo ritorno al Fulham, con cui sottoscrive un accordo fino al termine della stagione. Dopo 10 presenze totali non rinnova il contratto coi cottagers rimanendo svincolato al termine della stagione.

### Nazionale
Il 10 novembre 2011 fa il suo debutto con la nazionale maggiore nell'amichevole vinta per 2 a 0 contro il Gabon. Il 16 novembre 2013 torna in nazionale a distanza di due anni segnando in amichevole il suo primo goal contro l'Honduras.Ha inoltre partecipato al campionato del mondo 2014 svoltosi in Brasile con la nazionale dei verdeoro classificatasi al 4º posto dopo aver perso la finale 3º-4º posto nel 3-0 contro la Nazionale di calcio dei Paesi Bassi.
Viene convocato per la Copa América Centenario negli Stati Uniti e per il campionato del mondo 2018 in Russia.
Nel 2019 rimpiazza l'infortunato Neymar in occasione della Copa América 2019, poi vinta dalla selezione verdeoro.

## Statistiche

### Presenze e reti nei club
Statistiche aggiornate al 6 febbraio 2025.
| Stagione           | Squadra            | Campionato         | Campionato | Campionato | Coppe nazionali | Coppe nazionali | Coppe nazionali | Coppe continentali | Coppe continentali | Coppe continentali | Altre coppe | Altre coppe | Altre coppe | Totale | Totale |
| Stagione           | Squadra            | Comp               | Pres       | Reti       | Comp            | Pres            | Reti            | Comp               | Pres               | Reti               | Comp        | Pres        | Reti        | Pres   | Reti   |
| ------------------ | ------------------ | ------------------ | ---------- | ---------- | --------------- | --------------- | --------------- | ------------------ | ------------------ | ------------------ | ----------- | ----------- | ----------- | ------ | ------ |
| 2005-2006          | Corinthians        | A                  | 5          | 0          | CB              | 0               | 0               | -                  | -                  | -                  | CP          | 3           | 0           | 8      | 0      |
| 2006-2007          | Corinthians        | A                  | 15         | 2          | CB              | 4               | 0               | -                  | -                  | -                  | CP          | 14          | 0           | 33     | 2      |
| 2007-2008          | Šachtar            | PL                 | 20         | 0          | CU              | 6               | 1               | UCL                | 2                  | 0                  | SU          | 0           | 0           | 28     | 1      |
| 2008-2009          | Šachtar            | PL                 | 29         | 5          | CU              | 5               | 1               | UCL+CU             | 8+9                | 2+0                | SU          | 1           | 0           | 52     | 8      |
| 2009-2010          | Šachtar            | PL                 | 22         | 5          | CU              | 4               | 1               | UCL+UEL            | 2+10               | 0+1                | SU+SE       | 0+1         | 0+0         | 39     | 7      |
| 2010-2011          | Šachtar            | PL                 | 28         | 3          | CU              | 4               | 2               | UCL                | 10                 | 2                  | SU          | 1           | 1           | 43     | 8      |
| 2011-2012          | Šachtar            | PL                 | 27         | 5          | CU              | 3               | 0               | UCL                | 6                  | 1                  | SU          | 1           | 0           | 37     | 6      |
| 2012-gen. 2013     | Šachtar            | PL                 | 14         | 2          | CU              | 2               | 1               | UCL                | 6                  | 4                  | SU          | 0           | 0           | 22     | 7      |
| Totale Šachtar     | Totale Šachtar     | Totale Šachtar     | 140        | 20         |                 | 24              | 6               |                    | 53                 | 10                 |             | 4           | 1           | 221    | 37     |
| gen.-giu. 2013     | Anži               | PL                 | 11         | 1          | CR              | 3               | 0               | UEL                | 3                  | 0                  | -           | -           | -           | 17     | 1      |
| 2013-2014          | Chelsea            | PL                 | 25         | 4          | FACup+CdL       | 3+3             | 0               | UCL                | 11                 | 0                  | SU          | 0           | 0           | 42     | 4      |
| 2014-2015          | Chelsea            | PL                 | 36         | 2          | FACup+CdL       | 2+4             | 1+0             | UCL                | 7                  | 1                  | -           | -           | -           | 49     | 4      |
| 2015-2016          | Chelsea            | PL                 | 35         | 5          | FACup+CdL       | 4+1             | 1+0             | UCL                | 8                  | 5                  | CS          | 1           | 0           | 49     | 11     |
| 2016-2017          | Chelsea            | PL                 | 34         | 8          | FACup+CdL       | 6+1             | 4+0             | -                  | -                  | -                  | -           | -           | -           | 41     | 12     |
| 2017-2018          | Chelsea            | PL                 | 36         | 6          | FACup+CdL       | 6+4             | 2+2             | UCL                | 8                  | 3                  | CS          | 1           | 0           | 55     | 13     |
| 2018-2019          | Chelsea            | PL                 | 32         | 3          | FACup+CdL       | 2+6             | 2+0             | UEL                | 15                 | 3                  | CS          | 1           | 0           | 56     | 8      |
| 2019-2020          | Chelsea            | PL                 | 36         | 9          | FACup+CdL       | 4+0             | 1               | UCL                | 7                  | 1                  | SU          | 0           | 0           | 47     | 11     |
| Totale Chelsea     | Totale Chelsea     | Totale Chelsea     | 234        | 37         |                 | 46              | 13              |                    | 56                 | 13                 |             | 3           | 0           | 339    | 63     |
| 2020-2021          | Arsenal            | PL                 | 25         | 1          | FACup+CdL       | 2+1             | 0               | UEL                | 9                  | 0                  | CS          | 0           | 0           | 37     | 1      |
| ago.-dic. 2021     | Corinthians        | A                  | 9          | 0          | CB              | -               | -               | CS                 | -                  | -                  | CP          | -           | -           | 9      | 0      |
| gen.-set. 2022     | Corinthians        | A                  | 14         | 0          | CB              | 2               | 0               | CL                 | 8                  | 0                  | CP          | 12          | 1           | 36     | 1      |
| Totale Corinthians | Totale Corinthians | Totale Corinthians | 43         | 2          |                 | 6               | 0               |                    | 8                  | 0                  |             | 29          | 1           | 86     | 3      |
| set. 2022-2023     | Fulham             | PL                 | 27         | 5          | FACup+CdL       | 3+0             | 0+0             | -                  | -                  | -                  | -           | -           | -           | 30     | 5      |
| 2023-2024          | Fulham             | PL                 | 31         | 4          | FACup+CdL       | 2+4             | 0+1             | -                  | -                  | -                  | -           | -           | -           | 37     | 5      |
| set.-dic. 2024     | Olympiakos         | SLE                | 6          | 0          | CG              | 1               | 0               | UEL                | 4                  | 0                  | -           | -           | -           | 11     | 0      |
| feb.-giu. 2025     | Fulham             | PL                 | 5          | 0          | FACup+CdL       | 1+0             | 0+0             | -                  | -                  | -                  | -           | -           | -           | 6      | 0      |
| Totale Fulham      | Totale Fulham      | Totale Fulham      | 63         | 9          |                 | 10              | 1               |                    | -                  | -                  |             | -           | -           | 73     | 10     |
| Totale carriera    | Totale carriera    | Totale carriera    | 551        | 70         |                 | 93              | 20              |                    | 122                | 23                 |             | 7           | 1           | 773    | 114    |

### Presenze e reti in nazionale
| Cronologia completa delle presenze e delle reti in nazionale ― Brasile | Cronologia completa delle presenze e delle reti in nazionale ― Brasile | Cronologia completa delle presenze e delle reti in nazionale ― Brasile | Cronologia completa delle presenze e delle reti in nazionale ― Brasile | Cronologia completa delle presenze e delle reti in nazionale ― Brasile | Cronologia completa delle presenze e delle reti in nazionale ― Brasile | Cronologia completa delle presenze e delle reti in nazionale ― Brasile | Cronologia completa delle presenze e delle reti in nazionale ― Brasile |
| Data                                                                   | Città                                                                  | In casa                                                                | Risultato                                                              | Ospiti                                                                 | Competizione                                                           | Reti                                                                   | Note                                                                   |
| ---------------------------------------------------------------------- | ---------------------------------------------------------------------- | ---------------------------------------------------------------------- | ---------------------------------------------------------------------- | ---------------------------------------------------------------------- | ---------------------------------------------------------------------- | ---------------------------------------------------------------------- | ---------------------------------------------------------------------- |
| 10-11-2011                                                             | Libreville                                                             | Gabon                                                                  | 0 – 2                                                                  | Brasile                                                                | Amichevole                                                             | -                                                                      | 72’                                                                    |
| 14-11-2011                                                             | Ar Rayyan                                                              | Brasile                                                                | 2 – 0                                                                  | Egitto                                                                 | Amichevole                                                             | -                                                                      | 75’                                                                    |
| 16-11-2013                                                             | Miami Gardens                                                          | Honduras                                                               | 0 – 5                                                                  | Brasile                                                                | Amichevole                                                             | 1                                                                      | 46’                                                                    |
| 19-11-2013                                                             | Toronto                                                                | Brasile                                                                | 2 – 1                                                                  | Cile                                                                   | Amichevole                                                             | -                                                                      | 64’                                                                    |
| 5-3-2014                                                               | Johannesburg                                                           | Sudafrica                                                              | 0 – 5                                                                  | Brasile                                                                | Amichevole                                                             | -                                                                      | 46’                                                                    |
| 3-6-2014                                                               | Goiânia                                                                | Brasile                                                                | 4 – 0                                                                  | Panama                                                                 | Amichevole                                                             | 1                                                                      | 63’                                                                    |
| 6-6-2014                                                               | San Paolo                                                              | Brasile                                                                | 1 – 0                                                                  | Serbia                                                                 | Amichevole                                                             | -                                                                      | 46’                                                                    |
| 17-6-2014                                                              | Fortaleza                                                              | Brasile                                                                | 0 – 0                                                                  | Messico                                                                | Mondiali 2014 - 1º turno                                               | -                                                                      | 84’                                                                    |
| 23-6-2014                                                              | Brasilia                                                               | Brasile                                                                | 4 – 1                                                                  | Camerun                                                                | Mondiali 2014 - 1º turno                                               | -                                                                      | 71’                                                                    |
| 28-6-2014                                                              | Belo Horizonte                                                         | Brasile                                                                | 1 – 1 dts (3 – 2 dtr)                                                  | Cile                                                                   | Mondiali 2014 - Ottavi di finale                                       | -                                                                      | 106’                                                                   |
| 8-7-2014                                                               | Belo Horizonte                                                         | Brasile                                                                | 1 – 7                                                                  | Germania                                                               | Mondiali 2014 - Semifinale                                             | -                                                                      | 69’                                                                    |
| 12-7-2014                                                              | Brasilia                                                               | Brasile                                                                | 0 – 3                                                                  | Paesi Bassi                                                            | Mondiali 2014 - Finale 3º posto                                        | -                                                                      |                                                                        |
| 5-9-2014                                                               | Miami Gardens                                                          | Brasile                                                                | 1 – 0                                                                  | Colombia                                                               | Amichevole                                                             | -                                                                      | 72’                                                                    |
| 9-9-2014                                                               | East Rutherford                                                        | Brasile                                                                | 1 – 0                                                                  | Ecuador                                                                | Amichevole                                                             | 1                                                                      | 46’                                                                    |
| 11-10-2014                                                             | Pechino                                                                | Brasile                                                                | 2 – 0                                                                  | Argentina                                                              | Amichevole                                                             | -                                                                      |                                                                        |
| 14-10-2014                                                             | Singapore                                                              | Brasile                                                                | 4 – 0                                                                  | Giappone                                                               | Amichevole                                                             | -                                                                      | 46’                                                                    |
| 12-11-2014                                                             | Istanbul                                                               | Turchia                                                                | 0 – 4                                                                  | Brasile                                                                | Amichevole                                                             | 1                                                                      | 77’                                                                    |
| 18-11-2014                                                             | Vienna                                                                 | Austria                                                                | 1 – 2                                                                  | Brasile                                                                | Amichevole                                                             | -                                                                      | 62’                                                                    |
| 18-11-2014                                                             | Saint-Denis                                                            | Francia                                                                | 1 – 3                                                                  | Brasile                                                                | Amichevole                                                             | -                                                                      | 83’                                                                    |
| 29-3-2015                                                              | Londra                                                                 | Brasile                                                                | 1 – 0                                                                  | Cile                                                                   | Amichevole                                                             | -                                                                      | 62’                                                                    |
| 7-6-2015                                                               | San Paolo                                                              | Brasile                                                                | 2 – 0                                                                  | Messico                                                                | Amichevole                                                             | -                                                                      | 74’                                                                    |
| 10-6-2015                                                              | Porto Alegre                                                           | Brasile                                                                | 1 – 0                                                                  | Honduras                                                               | Amichevole                                                             | -                                                                      | 46’                                                                    |
| 14-6-2015                                                              | Temuco                                                                 | Brasile                                                                | 2 – 1                                                                  | Perù                                                                   | Coppa America 2015 - 1º turno                                          | -                                                                      | 87’                                                                    |
| 17-6-2015                                                              | Santiago del Cile                                                      | Brasile                                                                | 0 – 1                                                                  | Colombia                                                               | Coppa America 2015 - 1º turno                                          | -                                                                      | 69’                                                                    |
| 21-6-2015                                                              | Santiago del Cile                                                      | Brasile                                                                | 2 – 1                                                                  | Venezuela                                                              | Coppa America 2015 - 1º turno                                          | -                                                                      |                                                                        |
| 27-6-2015                                                              | Concepción                                                             | Brasile                                                                | 1 – 1 (3 – 4 dtr)                                                      | Paraguay                                                               | Coppa America 2015 - Quarti di finale                                  | -                                                                      | 60’                                                                    |
| 5-9-2015                                                               | Harrison                                                               | Brasile                                                                | 1 – 0                                                                  | Costa Rica                                                             | Amichevole                                                             | -                                                                      | 78’                                                                    |
| 9-9-2015                                                               | Foxborough                                                             | Stati Uniti                                                            | 1 – 4                                                                  | Brasile                                                                | Amichevole                                                             | -                                                                      | 46’                                                                    |
| 9-10-2015                                                              | Ñuñoa                                                                  | Cile                                                                   | 2 – 0                                                                  | Brasile                                                                | Qual. Mondiali 2018                                                    | -                                                                      |                                                                        |
| 14-10-2015                                                             | Fortaleza                                                              | Brasile                                                                | 3 – 1                                                                  | Venezuela                                                              | Qual. Mondiali 2018                                                    | 2                                                                      |                                                                        |
| 14-11-2015                                                             | Buenos Aires                                                           | Argentina                                                              | 1 – 1                                                                  | Brasile                                                                | Qual. Mondiali 2018                                                    | -                                                                      | 90’                                                                    |
| 18-11-2015                                                             | Salvador                                                               | Brasile                                                                | 3 – 0                                                                  | Perù                                                                   | Qual. Mondiali 2018                                                    | -                                                                      | 85’                                                                    |
| 26-3-2016                                                              | Recife                                                                 | Brasile                                                                | 2 – 2                                                                  | Uruguay                                                                | Qual. Mondiali 2018                                                    | -                                                                      | 85’                                                                    |
| 29-3-2016                                                              | Asunción                                                               | Paraguay                                                               | 2 – 2                                                                  | Brasile                                                                | Qual. Mondiali 2018                                                    | -                                                                      |                                                                        |
| 29-5-2016                                                              | Commerce City                                                          | Panama                                                                 | 0 – 2                                                                  | Brasile                                                                | Amichevole                                                             | -                                                                      | 49’ 64’                                                                |
| 3-6-2016                                                               | Pasadena                                                               | Brasile                                                                | 0 – 0                                                                  | Ecuador                                                                | Coppa America Centenario - 1º turno                                    | -                                                                      | 76’                                                                    |
| 7-6-2016                                                               | Orlando                                                                | Brasile                                                                | 7 – 1                                                                  | Haiti                                                                  | Coppa America Centenario - 1º turno                                    | -                                                                      |                                                                        |
| 12-6-2016                                                              | Foxborough                                                             | Perù                                                                   | 1 – 0                                                                  | Brasile                                                                | Coppa America Centenario - 1º turno                                    | -                                                                      |                                                                        |
| 1-9-2016                                                               | Quito                                                                  | Ecuador                                                                | 0 – 3                                                                  | Brasile                                                                | Qual. Mondiali 2018                                                    | -                                                                      | 61’                                                                    |
| 6-9-2016                                                               | Manaus                                                                 | Brasile                                                                | 2 – 1                                                                  | Colombia                                                               | Qual. Mondiali 2018                                                    | -                                                                      | 65’                                                                    |
| 6-10-2016                                                              | Natal                                                                  | Brasile                                                                | 5 – 0                                                                  | Bolivia                                                                | Qual. Mondiali 2018                                                    | -                                                                      | 68’                                                                    |
| 11-10-2016                                                             | Mérida                                                                 | Venezuela                                                              | 0 – 2                                                                  | Brasile                                                                | Qual. Mondiali 2018                                                    | 1                                                                      |                                                                        |
| 15-11-2016                                                             | Lima                                                                   | Perù                                                                   | 0 – 2                                                                  | Brasile                                                                | Qual. Mondiali 2018                                                    | -                                                                      | 82’                                                                    |
| 23-3-2017                                                              | Montevideo                                                             | Uruguay                                                                | 1 – 4                                                                  | Brasile                                                                | Qual. Mondiali 2018                                                    | -                                                                      | 86’                                                                    |
| 28-3-2017                                                              | San Paolo                                                              | Brasile                                                                | 3 – 0                                                                  | Paraguay                                                               | Qual. Mondiali 2018                                                    | -                                                                      | 87’                                                                    |
| 9-6-2017                                                               | Melbourne                                                              | Brasile                                                                | 0 – 1                                                                  | Argentina                                                              | Amichevole                                                             | -                                                                      |                                                                        |
| 13-6-2017                                                              | Melbourne                                                              | Australia                                                              | 0 – 4                                                                  | Brasile                                                                | Amichevole                                                             | -                                                                      | 71’                                                                    |
| 1-9-2017                                                               | Porto Alegre                                                           | Brasile                                                                | 2 – 0                                                                  | Ecuador                                                                | Qual. Mondiali 2018                                                    | -                                                                      | 84’                                                                    |
| 5-9-2017                                                               | Barranquilla                                                           | Colombia                                                               | 1 – 1                                                                  | Brasile                                                                | Qual. Mondiali 2018                                                    | 1                                                                      | 75’                                                                    |
| 5-10-2017                                                              | La Paz                                                                 | Bolivia                                                                | 0 – 0                                                                  | Brasile                                                                | Qual. Mondiali 2018                                                    | -                                                                      | 66’                                                                    |
| 10-10-2017                                                             | San Paolo                                                              | Brasile                                                                | 3 – 0                                                                  | Cile                                                                   | Qual. Mondiali 2018                                                    | -                                                                      | 85’                                                                    |
| 10-11-2017                                                             | Lilla                                                                  | Giappone                                                               | 1 – 3                                                                  | Brasile                                                                | Amichevole                                                             | -                                                                      | Cap. 71’                                                               |
| 14-11-2017                                                             | Londra                                                                 | Inghilterra                                                            | 0 – 0                                                                  | Brasile                                                                | Amichevole                                                             | -                                                                      | 68’                                                                    |
| 23-3-2018                                                              | Mosca                                                                  | Russia                                                                 | 0 – 3                                                                  | Brasile                                                                | Amichevole                                                             | -                                                                      | 79’                                                                    |
| 27-3-2018                                                              | Berlino                                                                | Germania                                                               | 0 – 1                                                                  | Brasile                                                                | Amichevole                                                             | -                                                                      |                                                                        |
| 3-6-2018                                                               | Liverpool                                                              | Brasile                                                                | 2 – 0                                                                  | Croazia                                                                | Amichevole                                                             | -                                                                      | 82’                                                                    |
| 10-6-2018                                                              | Vienna                                                                 | Austria                                                                | 0 – 3                                                                  | Brasile                                                                | Amichevole                                                             | -                                                                      |                                                                        |
| 17-6-2018                                                              | Rostov sul Don                                                         | Brasile                                                                | 1 – 1                                                                  | Svizzera                                                               | Mondiali 2018 - 1º turno                                               | -                                                                      |                                                                        |
| 22-6-2018                                                              | San Pietroburgo                                                        | Brasile                                                                | 2 – 0                                                                  | Costa Rica                                                             | Mondiali 2018 - 1º turno                                               | -                                                                      | 46’                                                                    |
| 27-6-2018                                                              | Mosca                                                                  | Serbia                                                                 | 0 – 2                                                                  | Brasile                                                                | Mondiali 2018 - 1º turno                                               | -                                                                      |                                                                        |
| 2-7-2018                                                               | Samara                                                                 | Brasile                                                                | 2 – 0                                                                  | Messico                                                                | Mondiali 2018 - Ottavi di finale                                       | -                                                                      | 90+1’                                                                  |
| 6-7-2018                                                               | Kazan'                                                                 | Brasile                                                                | 1 – 2                                                                  | Belgio                                                                 | Mondiali 2018 - Quarti di finale                                       | -                                                                      | 46’                                                                    |
| 8-9-2018                                                               | East Rutherford                                                        | Stati Uniti                                                            | 0 – 2                                                                  | Brasile                                                                | Amichevole                                                             | -                                                                      | 61’                                                                    |
| 12-9-2018                                                              | Landover                                                               | Brasile                                                                | 5 – 0                                                                  | El Salvador                                                            | Amichevole                                                             | -                                                                      | 54’                                                                    |
| 20-11-2018                                                             | Milton Keynes                                                          | Brasile                                                                | 1 – 0                                                                  | Camerun                                                                | Amichevole                                                             | -                                                                      | 68’                                                                    |
| 14-6-2019                                                              | San Paolo                                                              | Brasile                                                                | 3 – 0                                                                  | Bolivia                                                                | Coppa America 2019 - 1º turno                                          | -                                                                      | 84’                                                                    |
| 22-6-2019                                                              | San Paolo                                                              | Perù                                                                   | 0 – 5                                                                  | Brasile                                                                | Coppa America 2019 - 1º turno                                          | 1                                                                      | 77’                                                                    |
| 27-6-2019                                                              | Porto Alegre                                                           | Brasile                                                                | 0 – 0                                                                  | Paraguay                                                               | Coppa America 2019 - Quarti di finale                                  | -                                                                      | 71’                                                                    |
| 2-7-2019                                                               | Belo Horizonte                                                         | Brasile                                                                | 2 – 0                                                                  | Argentina                                                              | Coppa America 2019 - Semifinale                                        | -                                                                      | 46’                                                                    |
| 15-11-2019                                                             | Riyad                                                                  | Brasile                                                                | 0 – 1                                                                  | Argentina                                                              | Amichevole                                                             | -                                                                      | 70’                                                                    |
| Totale                                                                 |                                                                        | Presenze                                                               | 70                                                                     |                                                                        | Reti                                                                   | 9                                                                      |                                                                        |

## Palmarès

### Club

#### Competizioni nazionali
- Campionato ucraino: 4

Šachtar: 2007-2008, 2009-2010, 2010-2011, 2011-2012
- Coppa d'Ucraina: 3

Šachtar: 2007-2008, 2010-2011, 2011-2012
- Supercoppa d'Ucraina: 3

Šachtar: 2008, 2010, 2012
- Campionato inglese: 2

Chelsea: 2014-2015, 2016-2017
- Coppa di Lega inglese: 1

Chelsea: 2014-2015
- Coppa d'Inghilterra: 1

Chelsea: 2017-2018
- Community Shield: 1

Arsenal: 2020

#### Competizioni internazionali
- UEFA Europa League: 2

Šachtar: 2008-2009
Chelsea: 2018-2019

### Nazionale
- Coppa America: 1

Brasile: 2019